# Campeche (Bundesstaat)
Der mexikanische Bundesstaat Campeche [kamˈpe.tʃe], offiziell Freier und Souveräner Staat Campeche (spanisch Estado Libre y Soberano de Campeche) nimmt das westliche Drittel der Halbinsel Yucatán ein und wurde 1857 als selbständige Einheit organisiert. Er grenzt im Westen an Tabasco, im Süden an Guatemala, im Osten an Quintana Roo und im Nordosten an den Bundesstaat Yucatán. Er hat eine Fläche von 57.484 km² mit ca. 930.000 Einwohnern.

## Geographie
Campeche nimmt das westliche Drittel der Halbinsel Yucatán ein und besteht zu einem großen Teil aus unzugänglichen tropischen Regenwäldern, hat aber im äußersten Westen Anteil an den Erdölfeldern am Golf von Mexiko. Er hat eine Fläche von 57.484 km² mit ca. 930.000 Einwohnern.

## Geschichte
Das Gebiet des Staates wurde in präkolumbischer Zeit von den Maya geprägt. Ihre ehemaligen Städte Edzná und Calakmul sind die bedeutendsten Ruinenstätten in Campeche. Im Südosten, an der Grenze zu Quintana Roo, liegen die Ruinen der Río-Bec-Gruppe (die größte davon Xpuhil), deren hervorstechendstes Merkmal so genannte „Scheinpyramiden“ sind. Die Siedlung Uxul wurde 2005 wiederentdeckt.

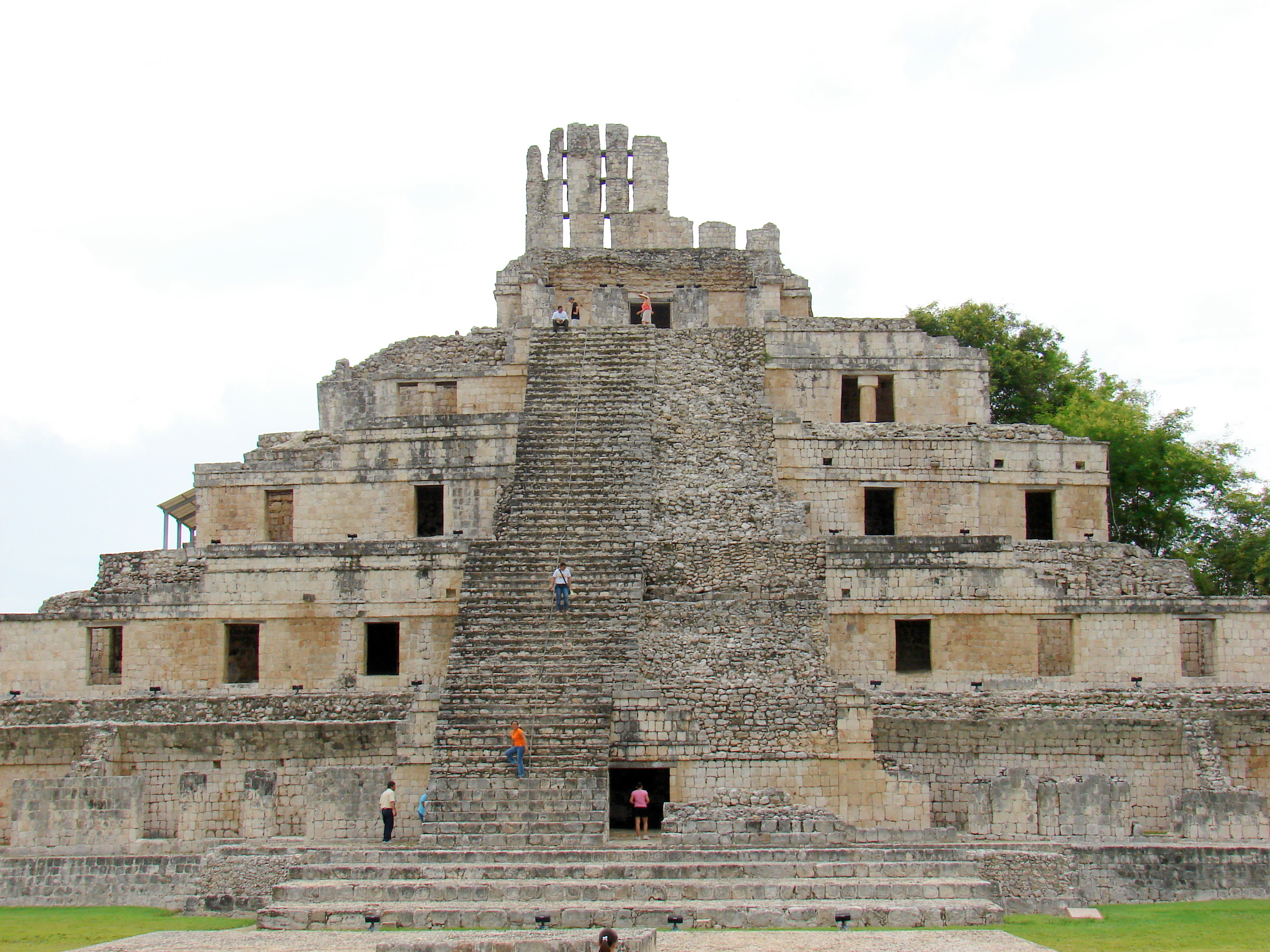
Edzná
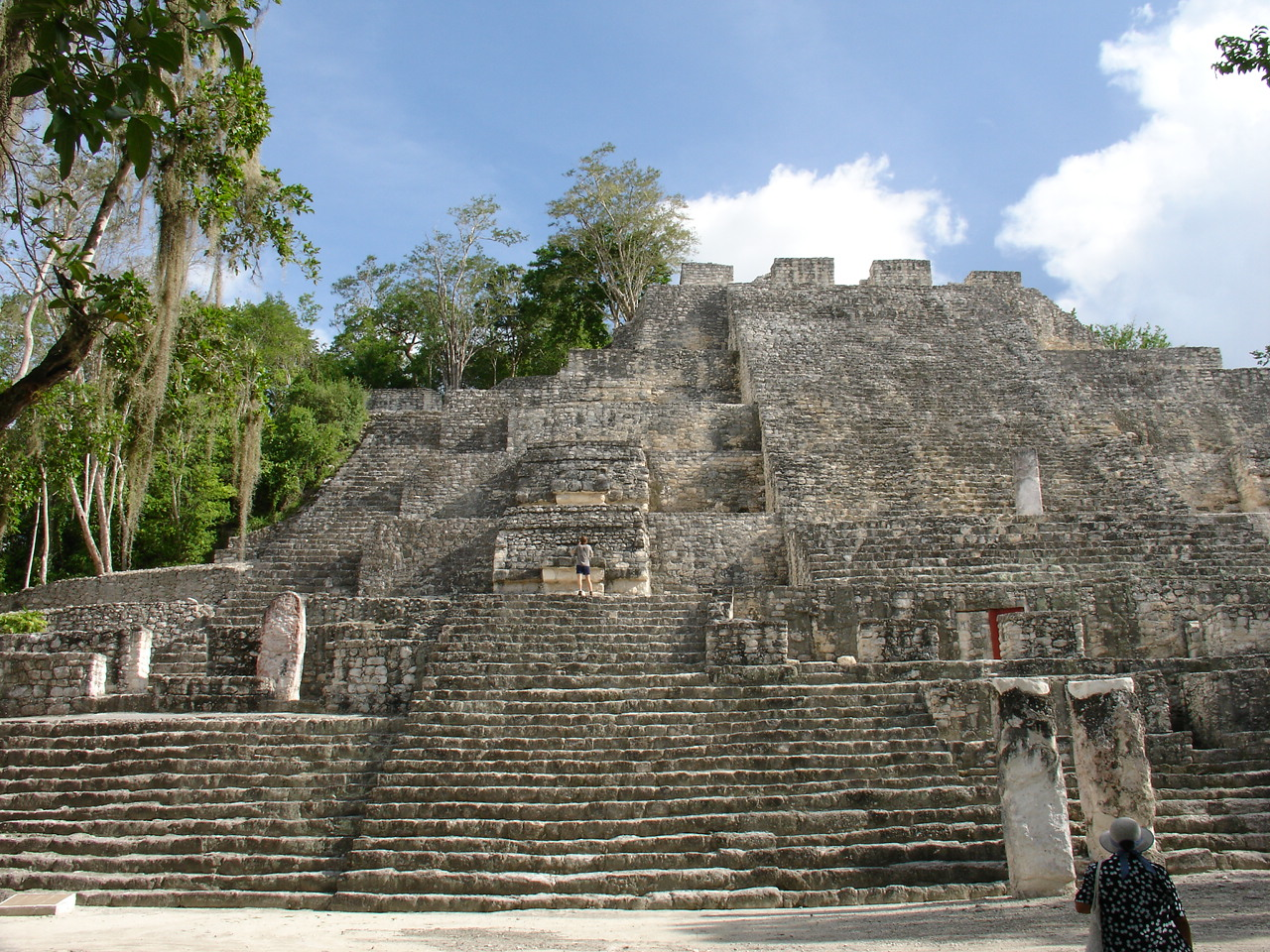
Calakmul
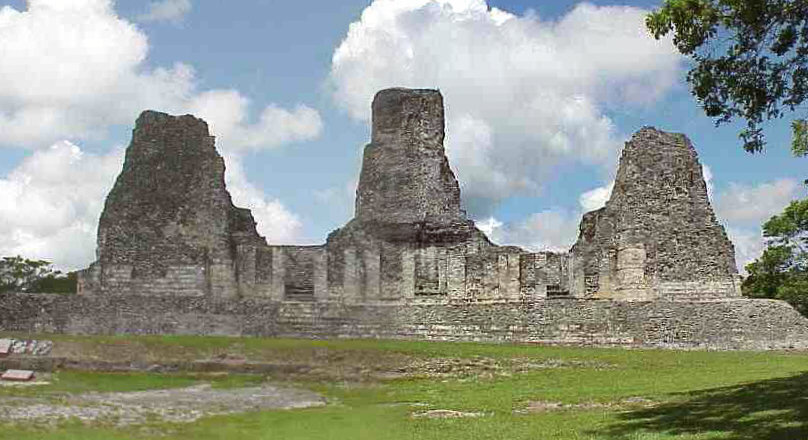
Xpuhil

Nach der spanischen Eroberung zählte das heutige Campeche zum Generalkapitanat Yucatán, das 1617 im Vizekönigreich Neuspanien gegründet wurde. Es wurde von einem Gouverneur regiert und unterstand der Gerichtsbarkeit der Real Audiencia von Mexico. Mit der Unabhängigkeit Mexikos wurde Campeche Teil des mexikanischen Kaiserreiches. In den 1840er Jahren existierte auf dem Gebiet der Halbinsel der unabhängige Staat Republik Yucatán. Die Regierung von Yucatán richtete nach dem Ausbruch des „Kastenkriegs“ (Guerra de Castas) 1847 ein Hilfegesuchen an den mexikanischen Präsidenten und stimmte als Gegenleistung der Wiedervereinigung mit Mexiko zu. Der Bundesstaat wurde am 29. April 1863 gebildet.

## Bevölkerungsentwicklung
| Jahr | Einwohnerzahl |
| ---- | ------------- |
| 1970 | 251.556       |
| 1980 | 420.553       |
| 1990 | 535.185       |
| 1995 | 642.516       |
| 2000 | 690.689       |
| 2005 | 754.730       |
| 2010 | 822.441       |
| 2015 | 899.931       |
| 2020 | 928.363       |

## Politik

### Gouverneur
Die Regierung des Bundesstaates wird von einem direkt vom Volk gewählten Gouverneur (span.: Gobernador) geleitet. Aktuell ist dies Layda Elena Sansores (Morena) als Nachfolgerin von Carlos Miguel Aysa González (PRI, Amtszeit 13. Juni 2019 – 15. September 2021).
Die Zentralregierung wirkt stark in die Bundesstaaten hinein. Dies liegt in den vielfältigen Abhängigkeiten der Staaten von der Bundesregierung begründet, da diese den Staaten und Gemeinden einen Teil der Steuereinnahmen zuweist. Daneben haben die Ministerien Vertretungen (Delegaciones) in den Bundesstaaten, Regierungsbezirken und Gemeinden. Über diese werden Bundesmittel insbesondere für Sozialfürsorge und Entwicklungsprogramme vergeben.

### Städte und Gemeindebezirke
Der Bundesstaat gliedert sich in zwölf Municipios.
Größte Stadt des Bundesstaats ist dessen Hauptstadt San Francisco de Campeche (auch kurz Campeche) mit 249.623 Einwohnern. Andere Städte mit mehr 10.000 Einwohnern sind Ciudad del Carmen (191.238), Champotón (35.799), Escárcega (31.375), Calkiní (15.949), Dzitbalché (13.208), Candelaria (11.121) und Hecelchakán (11.419). Im Bundesstaat liegt mit dem Flughafen Campeche ein Verkehrsflugplatz.